# Ярослав Владимирович Осмомысл
Яросла́в Влади́мирович (Владими́ркович) Осмомы́сл (ок. 1130 — 1 октября 1187, Галич) — князь галицкий (1153—1187), сын Владимира Володаревича. Мать (предположительно) — София Венгерская, дочь короля Кальмана I Книжника (1070—1116). Осмомысл означает «тот, у которого восемь умов», то есть очень умный.

## Биография

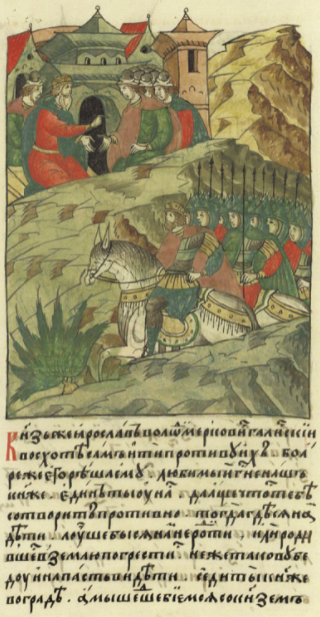
Ярослав Осмомысл посылает войска на Изяслава II

В 1149 году Ярослав женился на Ольге, дочери Юрия Долгорукого, в ознаменование союза с ним своего отца против Изяслава Мстиславича, великого князя Киевского. После смерти отца в 1153 году сам воевал с Изяславом из-за городов, захваченных на Волыни его отцом. Сражение под Теребовлем было кровопролитным, в его финале галичане потеряли много людей пленными (затем большинство пленных было убито). Изяслав отступил в обмен на признание Ярославом своего старшинства.
В 1157 году Юрий Долгорукий умер, и поначалу Осмомысл поддерживал нового киевского князя Изяслава Давыдовича, послав войска ему в помощь для удержания Турова, но безуспешно.
В 1158 году у Ярослава произошла ссора с Изяславом Давыдовичем из-за изгнанного звенигородского князя Ивана Ростиславича Берладника, двоюродного брата Ярослава, которого Изяслав поддерживал в его стремлении вернуть галицкий престол. В союзе с другими князьями и при поддержке короля венгерского и князей польских, Ярослав требовал от Изяслава выдачи Берладника, но напрасно. Изяслав, подстрекаемый Берладником, которого приглашали княжить недовольные Ярославом галичане, вместе с половцами, торками и берендеями пошёл на Ярослава. Союзник Ярослава Мстислав Изяславич волынский был осаждён этим войском в Белгороде-Киевском. Вскоре, вследствие измены берендеев, Изяслав должен был бежать из-под Белгорода. Ярослав и Мстислав отдали киевский стол Ростиславу Мстиславичу (1159). Следующий приход Изяслава в Киев вызвал новое объединение сил Галича и Волыни и стоил ему жизни (1161). Иван Берладник умер в изгнании на чужбине.
После смерти Ростислава Мстиславича киевского (1167) и разрыва Мстислава Изяславича с его наследниками Ярослав продолжал поддерживать Мстислава, как и черниговские князья. В 1170 году посылал войска под Вышгород в помощь Мстиславу, изгнанному годом ранее из Киева войсками Андрея Боголюбского, а после смерти Мстислава, переформирования коалиций и установления союзных отношений между Ярославом и смоленскими Ростиславичами — Ярославу Изяславичу также под Вышгород в 1173 году, где были разгромлены войска Андрея Боголюбского.
Ярослав имел большое влияние в спорах князей за великокняжеский киевский стол. О могуществе можно судить из слов современника, певца Слова о полку Игореве. Не меньшее уважение у современников приобрёл Ярослав и своими заботами о благосостоянии Галицкой Руси. При нём торговля, ремёсла и земледелие процветали; галицкая земля поддерживала торговые сношения с Болгарией и Византией; владея Малым Галичем, Ярослав держал в своих руках ключ дунайской торговли. Недаром за его заботливое, мудрое правление Ярослав получил прозвание Осмомысла (то есть думающего за восьмерых, другое распространенное толкование — владеющий восемью языками).
Галицкие войска участвовали в общих походах на половцев в 1159, 1167 (при Мстиславе Изяславиче) и в 1184 году при Святославе Всеволодовиче киевском в походе, воспетом в «Слове о полку Игореве» и закончившемся победой на Орели.
Ярослав был в близких и родственных отношениях с византийскими императорами. В Галиче нашёл убежище византийский принц Андроник (1164), гонимый императором Мануилом. Вскоре Андроник помирился с императором Мануилом, и Ярослав заключил с последним союз против венгров (1167).

### Борьба с боярами

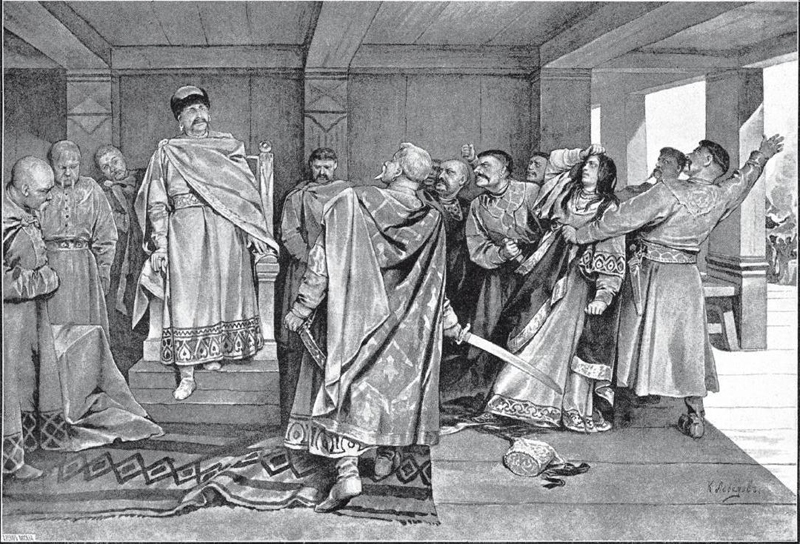
Галицкие бояре тащат на костёр попадью-колдунью Настасью, любимицу князя Ярослава Осмомысла. Рисунок Клавдия Лебедева

Несмотря на всё могущество, Ярославу пришлось испытывать противодействие со стороны галицких бояр, которые, по примеру соседней польской и венгерской знати, сплотились в могущественную и богатую аристократию. Распря между Ярославом и боярами особенно обнаружилась во время разрыва Ярослава с его женой Ольгой, которую он в 1171 году принудил к бегству вместе с сыном её Владимиром в Польшу. Ярослав в это время любил другую женщину, Анастасию Чарг, и отдавал предпочтение ей и её сыну Олегу перед законными супругой и сыном. Партия недовольных бояр устроила в Галиче мятеж, схватила и сожгла живой Анастасию, а князя заставила дать клятву, что он будет жить в согласии с супругой. В следующем году, однако, Ольга с сыном должны были бежать из Галича во Владимир. Ярославу удалось восстановить свою власть над боярами и примириться с сыном Владимиром.
В 1172 году Владимир Ярославич снова уехал от отца, на этот раз в Луцк, к союзнику смоленских Ростиславичей и противнику Святослава Черниговского Ярославу Изяславичу. Ярослав Осмомысл с поляками сжёг два волынских города, и тому пришлось отправить Владимира в Торческ, к Михаилу Юрьевичу. Тот отправил его в Суздаль через Чернигов, но Владимир задержался в Чернигове, а затем был отдан смоленским Ростиславичам в порядке обмена на Михаилова брата Всеволода и племянника Мстислава. Ростиславичи признали Ярослава Луцкого старшим претендентом на Киев и вернули Владимира в Галич, а Ярослав Осмомысл дал им войско против Андрея Боголюбского (1173).

## В «Слове о полку Игореве»
Галичкы Осмомысле Ярославе! Высоко седиши на своем златокованнем столе, подпер горы угорскыи своими железными полки, заступив королеви путь, затворив Дунаю ворота, меча бремены чрез облаки, суды рядя до Дуная. Грозы твоя по землям текут; отворяеши Киеву врата, стреляеши с отня злата стола салтани за землями

## Семья и дети
Жена: Ольга, дочь Юрия Долгорукого. Их дети:
- Ефросинья — замужем за Игорем Святославичем новгород-северским; Ярославна «Слова о полку Игореве»;
- Феодосия — замужем за Мстиславом Ростиславичем смоленским;
- Владимир — князь галицкий (1189—1199);
- Вышеслава — замужем за Одоном I Великопольским.

Не в браке: Анастасия. Сын:
- Олег.

## Смерть
Ярослав умер в Галиче и похоронен в Успенском соборе. Умирая (1187), оставил главный стол незаконному сыну Олегу, а старшему и законному, Владимиру — Перемышль. Вскоре, однако, Олег (прозванный по матери «Настасьичем») был отравлен, и власть перешла к Владимиру.

## Останки
Предполагаемые останки Ярослава обнаружил в 1937 году археолог Ярослав Пастернак. В 1939 году они были спрятаны в крипте собора святого Юра во Львове и повторно обнаружены только в 1991 году. В телепередаче Харьковского ТВ рассказали, что зуб из черепа был изъят в 2016 году и отправлен в Канаду, где был проведён анализ ДНК, выявивший принадлежность к Y-хромосомной гаплогруппе E1b1b. С. А. Горбенко, в 1996 году защитивший диссертацию, посвящённую медицинскому исследованию останков Осмомысла, в своём автореферате писал, что останки принадлежат мужчине 55-60 лет, левый тазобедренный сустав которого с детства был поражён болезнью Пертеса. При жизни субъект не мог опираться на левую ногу, и поэтому вес тела переносился на правую, что в свою очередь привело к компенсаторному удлинению левой голени, сильному деформирующему артрозу правого коленного сустава, а с возрастом - к усилению остеопороза костей правой нижней конечности.

## Литературный образ
Жизни Ярослава Осмомысла посвящён исторический роман Михаила Казовского «Золотое на чёрном» (2002).

## Галерея

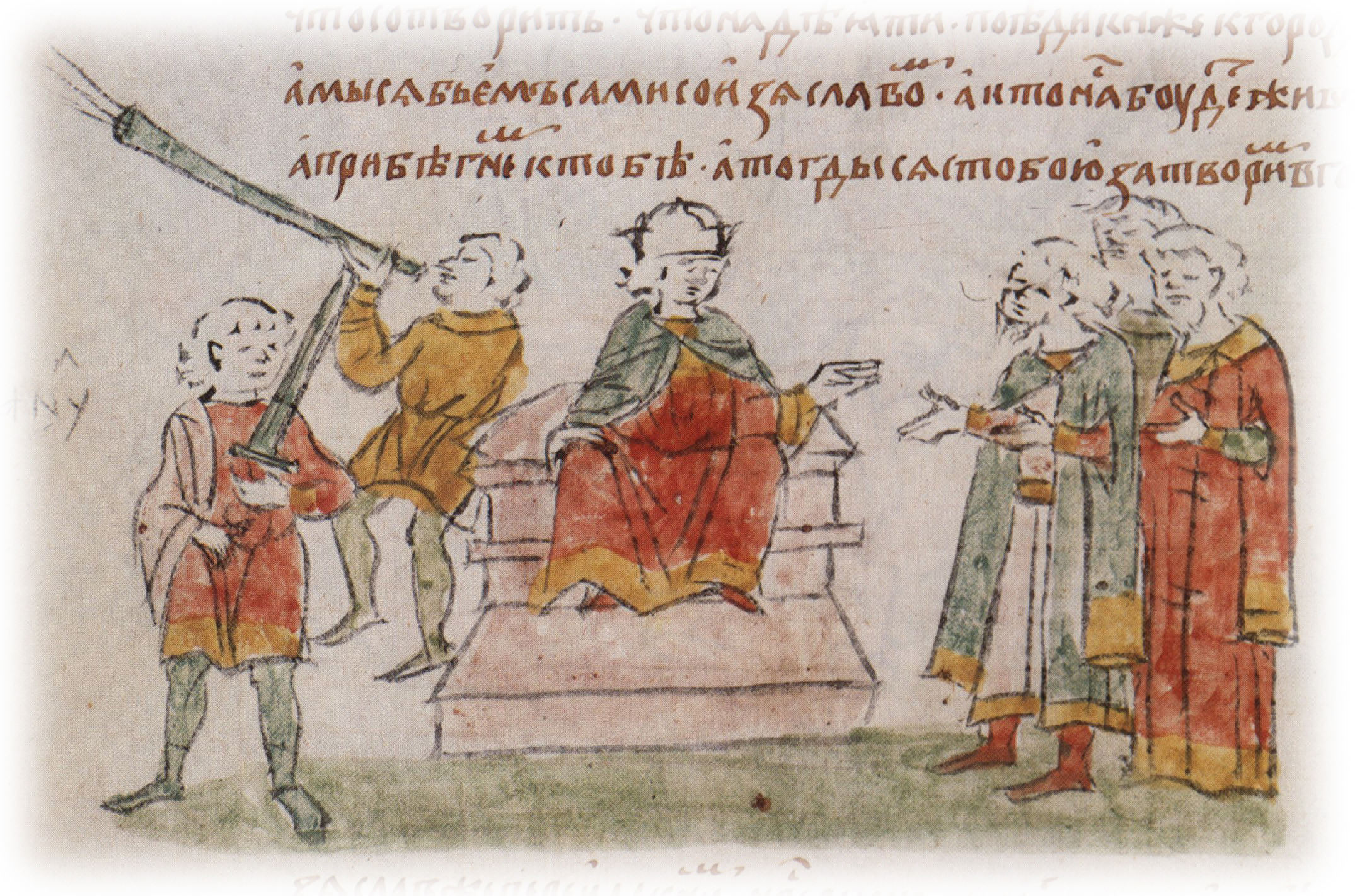
Совет галицких бояр с юным князем Ярославом Владимировичем Осмомыслом при получении известия о походе на Галич Изяслава Мстиславича Киевского
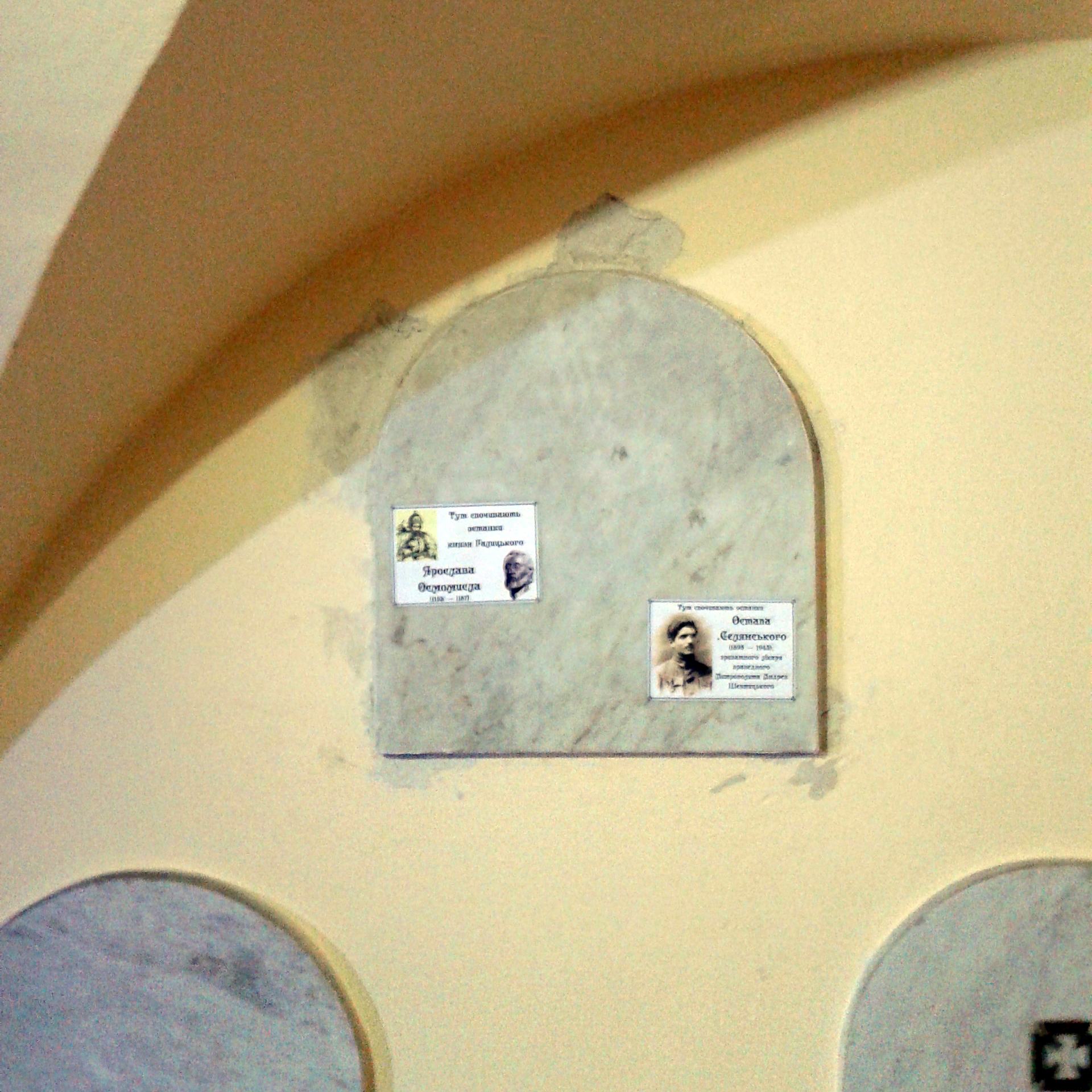
Ниша с останками князя Ярослава Осмомысла в крипте собора Святого Юра во Львове (2017)
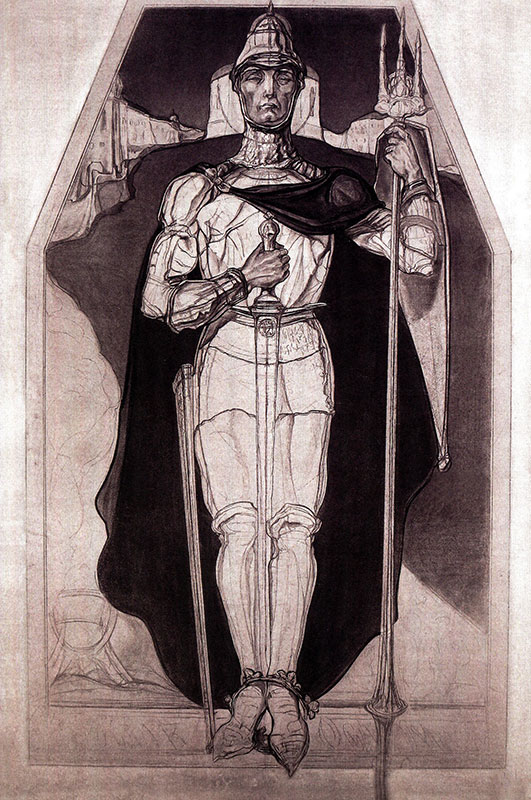
Портрет Ярослава Осмомсыла кисти Алексей Новаковского, Бумага Уголь, 1919 г.
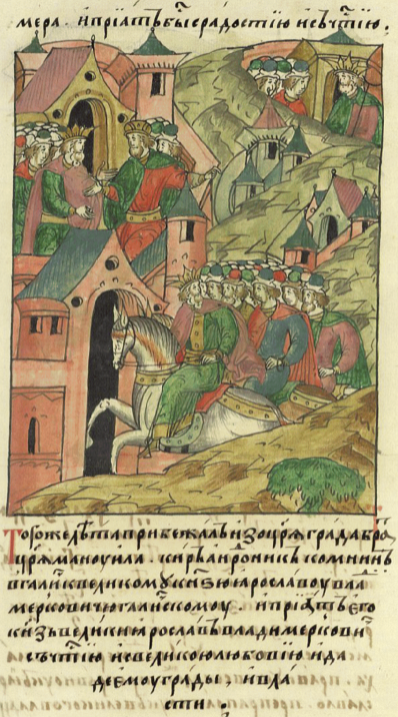
Андроник Комнин приезжает к Ярославу Осмомыслу
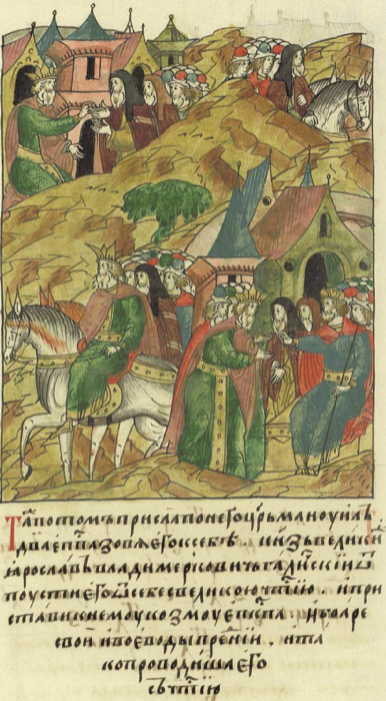
Андроник Комнин уезжает от Ярослава Осмомысла